# 蕭普達
蕭普達（しょう ふたつ、? - 重熙13年5月1日（1044年5月30日））は、遼（契丹）の軍人。字は弾隠。

## 経歴
統和初年、南院承旨となった。開泰6年（1017年）、烏古部節度使として出向した。開泰7年（1018年）、敵烈部の乱を討って平定し、烏古敵烈部都監に転じた。敵烈部の騎兵を派遣して北阻卜の名馬を得て聖宗に献上した。太平10年（1030年）、乙室部大王となった。重熙初年、烏古敵烈部都詳穏に転じ、諸民族を討って功績を挙げた。
重熙13年（1044年）5月、西南面招討使として西夏を攻撃したが、流れ矢に当たって戦没した。重熙14年（1045年）6月、同中書門下平章事の位を追贈された。

## 伝記資料
- 『遼史』巻92 列伝第22